# Jane Ellen Harrison
Pour les articles homonymes, voir Harrison.
 (octobre 2016).
Jane Ellen Harrison, née le 9 septembre 1850 à Cottingham, et morte le 15 avril 1928  à Londres, est une érudite britannique de la littérature antique, une linguiste et une féministe.

## Biographie
Jane Ellen Harrison est l'une des fondatrices, avec Karl Kerényi et Walter Burkert, de l'étude moderne de la mythologie grecque. Elle enseigna à Cambridge, au Newnham College de 1898 à 1920. En 1909, elle devient membre honoraire de la société des Hérétiques de Cambridge pour lesquels elle prononce un discours inaugural sur l'hérésie.
Elle a appliqué les découvertes archéologiques du XIXe siècle à l'interprétation de la religion grecque antique d'une façon qui est devenue standard. Elle introduit la notion sociologique dans l'analyse de la mythologie grecque en soulignant le rôle des pratiques rituelles. Elle insista sur le rôle des femmes dans les rituels pré-olympiens. Elle milita pour que les femmes soient reconnues dans le monde universitaire et politique et s'engagea dans le mouvement en faveur du vote féminin.
C’est elle qui propose la clé d’interprétation pour la fête athénienne des arrhéphories, interprétation depuis retenue par la communauté historienne.

## Publications
- Myths of the Odyssey in Art and Literature, 1882, L., Rivingston (réimpr. New Rochelle, Caratzas, 1980)
- Prolegomena to the Study of Greek Religion (1903) ; rééd. 1991, Princeton: Princeton University Press Mythos series
- Heresy and Humanity (1911)
- Themis: A Study of the Social Origins of Greek Religion (1912, révision en 1927)
- Ancient Art and Ritual (1912+)
- Epilegomena to the Study of Greek Religion (1921)

### Essais
- Alpha and Omega (1915) ; rééd. AMS Press: New York, 1973  (ISBN 0-404-56753-3)
- Reminiscences of a Student's Life (1925)